# Reilhac-et-Champniers
Reilhac-et-Champniers est une ancienne commune française située à l'extrême nord du département de la Dordogne, et qui a existé de 1805 à 1847. Depuis cette dernière date, elle a été remplacée par Champniers-et-Reilhac.

## Histoire
Reilhac-et-Champniers est une commune française créée en 1805 à la suite de la fusion des communes de Champniers et de Reilhac.
En 1847, le chef-lieu de la commune est transféré de Reilhac vers Champniers, la commune prenant alors le nom de Champniers-et-Reilhac.

## Démographie

### Avant la fusion des communes de 1805
| 1793 | 1800 | - |
| ---- | ---- | - |
| 290  | 235  | - |

| 1793 | 1800 | - |
| ---- | ---- | - |
| 810  | 816  | - |

### Après la fusion des communes
| 1806 | 1821 | 1831  | 1836  | 1841  | 1846  |
| ---- | ---- | ----- | ----- | ----- | ----- |
| 981  | 980  | 1 064 | 1 127 | 1 131 | 1 159 |